# Філоненко Євгенія Ігорівна
Філоненко Євгенія Ігорівна (нар. 6 листопада 1985 року, Новомосковськ, Дніпропетровська область, Україна) — українська спортсменка, майстер спорту міжнародного класу з бодібілдингу, виступає в категорії фітнес-бікіні до 164 см. Віце-чемпіонка світу IFBB 2018, абсолютна чемпіонка України ФББУ 2019, фіналістка Чемпіонату Європи IFBB 2019.

## Біографія
Народилася 6 листопада 1985 року в місті Новомосковськ Дніпропетровської області. У 2002 році закінчила з золотою медаллю Новомосковську загальноосвітню школу I—III ступенів, де навчалася у фізико-математичному класі. Того ж року вступила на факультет міжнародної економіки Дніпропетровського національного університету імені Олеся Гончара. У 2007 році захистила червоний диплом магістра за спеціальністю «Управління персоналом та економіка праці» і розпочала кар'єру у сфері hr.
У 2013 році почала відвідувати тренажерний зал.
Восени 2015 почала брати участь у змаганнях з бодибілдингу. У 2018—2019 роках була членом національної збірної України.  У 2018 році зайняла друге призове місце на чемпіонаті світу у м. Білосток, Польща. Готувалася самостійно, без тренера. Отримала звання майстра спорту міжнародного класу з бодибілдингу.
На сьогодні в її заліку 40 міжнародних і національних чемпіонатів IFBB.

## Виступи на основних змаганнях
| Рік  | Чемпіонат                                 | Місце проведення       | Місце                             | Примітка             |
| ---- | ----------------------------------------- | ---------------------- | --------------------------------- | -------------------- |
| 2019 | Diamond Cup Ostrava                       | Острава, Чехія         | 3                                 | [ 4 ] [ 5 ]          |
| 2019 | Panatta World Cup                         | Ріміні, Італія         | 6                                 | [ 6 ] [ 7 ]          |
| 2019 | Diamond Cup Budapest                      | Будапешт, Угорщина     | 2                                 | [ 8 ] [ 9 ]          |
| 2019 | Кубок Південного Буга                     | Вінниця, Україна       | 1                                 | [ 10 ]               |
| 2019 | Чемпіонат Європи                          | Санта Сусанна, Іспанія | 4                                 | [ 11 ] [ 12 ]        |
| 2019 | Кубок України                             | Рівне, Україна         | 1, абсолютна перемога в категорії |                      |
| 2019 | Sweden Grand Prix                         | Мальмо, Швеція         | 1                                 | [ 13 ] [ 14 ]        |
| 2019 | President Santonja Cup                    | Нафпліон, Греція       | 3                                 | [ 15 ] [ 16 ]        |
| 2018 | Diamond Cup Kyiv                          | Київ, Україна          | 1                                 | [ 17 ] [ 18 ]        |
| 2018 | Чемпіонат світу з бодибілдингу та фітнесу | Білосток, Польща       | 2                                 | [ 19 ] [ 20 ] [ 21 ] |
| 2018 | Чемпіонат Полтавської області             | Кременчук, Україна     | 2                                 | [ 22 ]               |
| 2018 | Чемпіонат Південного регіону              | Одеса, Україна         | 3                                 |                      |
| 2018 | Diamond Cup Luxembourg                    | Люксембург             | 4                                 | [ 23 ] [ 24 ] [ 25 ] |
| 2018 | Кубок України                             | Кременчук, Україна     | 2                                 |                      |
| 2017 | Чемпіонат України                         | Вінниця, Україна       | 3                                 |                      |
| 2017 | Чемпіонат Києва                           | Київ, Україна          | 2                                 |                      |
| 2017 | Чемпіонат Дніпропетровської області       | Дніпро, Україна        | 2                                 |                      |
| 2017 | Olympia Amateur Spain                     | Марбелла, Іспанія      | 8                                 |                      |
| 2017 | Diamond Cup Espinho                       | Ешпінью, Португалія    | 7                                 |                      |
| 2017 | Кубок Києва                               | Київ, Україна          | 4                                 |                      |
| 2017 | Usmania Cup                               | Москва, РФ             | 6                                 |                      |
| 2016 | Чемпіонат Полтавської області             | Кременчук, Україна     | 2                                 |                      |
| 2016 | Чемпіонат Дніпропетровської області       | Дніпро, Україна        | 1, абсолютна перемога в категорії |                      |
| 2016 | Кубок Дніпропетровської області           | Дніпро, Україна        | 2                                 |                      |
| 2015 | Чемпіонат України                         | Дніпро, Україна        | 5                                 |                      |
| 2015 | Чемпіонат Харківської області             | Харків, Україна        | 2                                 |                      |
| 2015 | Чемпіонат Полтавської області             | Кременчук, Україна     | 1                                 |                      |